# Халецкий, Яков Аркадьевич
Яков Аркадьевич Халецкий (12 декабря 1918, Чернобыль, Украинская Держава — 2004, Москва, Россия) — советский поэт-песенник. Заслуженный артист Российской Федерации (1994).

## Биография
Окончил школу в Москве и студию Московского камерного театра (1939). С 1938 года работал в театре Советской Армии. В 1950-х гг. снялся в нескольких фильмах на Мосфильме и киностудии им. Горького.
Заслуженный артист Российской Федерации (1994).
Похоронен в Москве на Донском кладбище (колумб. 22, секц. 2).

## Песни
- А может (исп. А. Сотиков)
- Баллада Мендосо (исп. Иосиф Кобзон)
- Васильки (исп. Ирина Бржевская, Геннадий Каменный, ВИА Орэра)[2]
- Вернись (итальянская народная песня, автор русского текста; исп. Эмиль Горовец)[3]
- Верю, верю[4]
- Вместе с песней (исп. Людмила Симонова)
- Всегда вдвоём (исп. Ирина Бржевская)
- Говорят, говорят (исп. Эмиль Горовец)
- До новой встречи (румынская песня, авт. русского текста)[5]
- Догорают последние звезды[5]
- Если ты полюбила (уругвайская народная песня, автор русского текста; исп. Ружена Сикора)[6]
- Живёт на свете песенка (исп. Ружена Сикора)
- Из чего же, из чего же… (исп. Большой детский хор Центрального телевидения и Всесоюзного радио)
- Когда расцветают яблони (исп. Владимир Трошин)
- Кто ты? (исп. Вероника Круглова)
- Мне с тобой по пути (исп. Ирина Бржевская)
- Москва, Москва моя! (исп. Маргарита Миглау)
- Мы не сдадим высот своих (исп. Николай Караченцов)
- Не грусти (исп. Ружена Сикора)[7]
- Не знаешь (исп. Ружена Сикора)
- Пешеход (исп. ВК Аккорд)
- Посидим, помолчим (исп. Ружена Сикора)[8]
- Приморский вальс (исп. Антонина Клещёва)
- Поверьте мне (исп. Владимир Трошин)
- Романтика наша — кино (исп. Виктор Вуячич)
- Сады шумят (исп. Валентина Левко)
- Свадебная песня (исп. Александр Розум)
- След на земле (исп. Сергей Яковенко)
- Снова за рекою (исп. Люция Рашковец)
- Только море (исп. ВИА Синяя птица)
- Улыбка (исп. Майя Кристалинская)[9]
- Физкульт-привет
- Хорошо мне шагать (исп. Эмиль Горовец)
- Фантазёры (исп. Леонид Шумский)
- Я всегда с тобой (исп. Ружена Сикора)[10]
- Я тебе писать не стану (исп. Тамара Кравцова)

## Фильмография

### Актёр
- 1952 — Учитель танцев — Тулио
- 1954 — Море студеное
- 1958 — Память сердца — немец

### Автор текстов песен
- 1978 — Дуэнья[11][12]

## Радиопостановки

### Автор текстов песен
- 1958 — Плутни Скапена (радиоспектакль)[13]
- 1968 — В тихой станице
- 1976 — Тревожный месяц Вересень (радиоспектакль)[14]